# NeuroGen
NeuroGen was een VR-attractie en stond in het themagebied Zero Zone in Walibi Holland. De attractie bevond zich in hetzelfde gebouw als het spookhuis The Clinic; een attractie die alleen open ging tijdens de Halloweenevenementen.
De attractie werd gebouwd door I-MOR B.V. in samenwerking met Quince en werd geopend in 2017. Het was de eerste VR-attractie in een attractiepark in Nederland.
Om de attractie te betreden dienen bezoekers ten minste 16 jaar oud te zijn vanwege de intensiteit van de beleving. Daarnaast wordt er een VR-bril gedragen tijdens de beleving van de attractie. In de attractie waren zes aparte SFX Motion-stoelen aanwezig in zes aparte ruimtes.
De naam NeuroGen is afgeleid van neurogenese; de groei en ontwikkeling van neuronen.

## Beschrijving attractiebeleving
De bezoekers werden hartelijk verwelkomd in de kliniek van een Amerikaanse arts, dr. Jenkins. Deze dokter beloofde dat hij hun hersencapaciteit met maar liefst 20 procent kon vergroten. De reis begon in een wachtkamer, gevolgd door een gang met speciale effecten en een ontvangstruimte. Daar begon de daadwerkelijke ervaring: een bewegende stoel uitgerust met een virtualreality-headset.
In de VR verliep de behandeling niet zoals gepland. Plotseling werden de patiënten geconfronteerd met verontrustende herinneringen van een ander individu. Deze herinneringen omvatten onder andere een onheilspellende drugstrip en een angstaanjagend auto-ongeluk. De grens tussen realiteit en illusie vervaagde, waardoor de bezoekers een intense emotionele achtbaan ervoeren.
Deze onverwachte wending in de VR-ervaring had als doen om te laten zien hoe krachtig technologie kan zijn en hoe dun de scheidslijn tussen vooruitgang en gevaar soms is.

## Sluiting
NeuroGen werd gesloten tijdens de seizoenen 2020 en 2021 i.v.m. de Coronapandemie. Daarna is de atrractie niet meer open gegaan. De attractie werd uiteindelijk verwijderd uit het park in 2022. Het exterieur van het pand bleef en daar werd een spookhuis gebouwd die open is tijdens de Halloweenactiviteiten in het park.
Afbeeldingen · Lijst van attracties